# ديريك إيستمان
ديريك إيستمان (بالإنجليزية: Derek Eastman)‏ هو لاعب هوكي جليد أمريكي، ولد في 24 يناير 1980 في سانت بول في الولايات المتحدة.

## وصلات خارجية
- ديريك إيستمان على موقع دوري الهوكي الوطني (الإنجليزية)
- ديريك إيستمان على موقع الدوري الأمريكي لهوكي الجليد (الإنجليزية)
- ديريك إيستمان على موقع EliteProspects.com (الإنجليزية)
- ديريك إيستمان على موقع Eurohockey.com (الإنجليزية)
- ديريك إيستمان على موقع HockeyDB.com (الإنجليزية)